# 铺地花楸
铺地花楸（学名：Sorbus reducta）是蔷薇科花楸属的植物，是中国的特有植物。分布在中国大陆的四川、云南等地，生长于海拔3,000米至4,000米的地区，多生长于多石谷地矮灌木丛中，目前尚未由人工引种栽培。

## 异名
- Sorbus reducta Diels var. pubescens L. T. Lu